# آلفردو وارلی
آلفردو وارلی (ایتالیایی: Alfredo Varelli؛ زادهٔ ۳۱ اوت ۱۹۱۴) هنرپیشه اهل ایتالیا است.
از فیلم‌هایی که وی در آن نقش داشته‌است، می‌توان به کجا می‌روی، به خاطر رزانا، شام دلقک، معشوقه پنهانی و پونتیوس پیلاطس اشاره کرد.